# 小城市立小城中学校
小城市立小城中学校（おぎしりつおぎちゅうがっこう）は、佐賀県小城市小城町松尾にある市立の中学校。

## 概要

### 歴史
1933年（昭和8年）に設置された「小城公民学校」を前身とする。1935年（昭和10年）に高等実業青年学校となった後、1947年（昭和22年）の学制改革で新制中学校「小城町立小城中学校」に改組・改称された。現校名になったのは2005年（平成17年）。なお、創立年数は新制中学校となった1947年（昭和22年）を基準に数えられており、2022年（令和4年）に創立75周年を迎える。

### 校訓
「進取、徹底、明朗」

### 校章
新制中学校として開校した1947年（昭和22年）の10月に制定。公募の結果、当時の在校生の作品が選ばれた。「中」の文字を図案化したものを背景にして、中央に「小城」の文字（縦書き）を置いている。

### 校歌
作詞は高田保馬、作曲は信時潔による。歌詞は4番まであり、1番に校名の「小城」が登場する。

### 校区
- 小城市立桜岡小学校
- 小城市立晴田小学校
- 小城市立岩松小学校
- 小城市立三里小学校

## 沿革
前史
- 1933年（昭和8年）4月1日 - 小城町内の尋常高等小学校4校から高等科が分離・統合され、「小城町立小城公民学校[1]」が開校。公民学校初代校長は橋本五郎。
  - これにより、町内の尋常高等小学校（桜岡・晴田・岩松・三里）はすべて尋常小学校（現在の小学校6年間に相当）となる。
  - 高等科（=高等小学校）は現在の中学校2年間もしくは3年間に相当する学校であった。
- 1934年（昭和9年）6月 - 校舎が完成。
- 1935年（昭和10年）6月 - 青年学校令の施行により、「小城町立小城高等実業青年学校」に改称。

正史
- 1947年（昭和22年）
  - 4月1日 - 学制改革（六・三制の実施）により、高等実業青年学校を改組し、新制中学校「小城町立小城中学校」が発足。
  - 5月3日 - 開校式を挙行。中学校初代校長に角田桃太郎が任命される。校舎は青年学校のものを継承。
    - 青年学校は移行措置として閉校まで1年の猶予が設けられた。

  - 9月 - 校章を制定。
- 1948年（昭和23年）3月31日 - 小城高等実業青年学校が廃止される。
- 1953年（昭和28年）4月 - 校歌・校旗を制定。
- 1964年（昭和39年）3月 - 小城町学校給食センターが完成。
- 1966年（昭和41年）4月1日 - 特殊学級を設置。
- 1967年（昭和42年）12月 - 新校舎が完成。
- 1976年（昭和51年）7月 - プールが完成。第二運動場・テニスコートが完成。この年、小城中学校のテニスコートは若楠国体の練習コートとなった。
- 1979年（昭和54年）10月 - 台風の被害を受け、体育館の屋根が剥離。
- 1980年（昭和55年）3月 - 体育館の修理が完了。
- 1989年（平成元年）3月 - グラウンドを整備し、スタンドが完成。
- 1991年（平成3年）9月 - 2ヶ年をかけて、管理棟校舎、教室投稿者の大規模改造を完了。
- 1992年（平成4年）
  - 9月 - パソコン教室を設置。
  - 11月 - 部室棟が完成。
- 1993年（平成5年）11月 - 武道場が完成。「桜城館」と命名。
- 2005年（平成17年）3月1日 - 小城郡4町合併により小城市が発足（市制施行）。これにより「小城市立小城中学校」（現校名）に改称。
- 2007年（平成19年）
  - 4月 - 新テニスコートが完成。
  - 5月 - 新校舎（管理棟・教室）、新プールが完成。
- 2008年（平成20年）10月 - 体育館棟・特別教室棟が完成。
- 2019年（令和元年）8月 - 全教室にエアコンを設置。

## 部活動

### 運動部
- 男子野球部
- 男子サッカー部
- 女子ソフトボール部
- 陸上部
- 男女バスケットボール部
- 男女バレーボール部
- 男子ソフトテニス部
- 男子卓球部
- 男女柔道部
- 男女剣道部

### 文化部
- 吹奏楽部
- 美術部
- 総合文化部

## 交通アクセス

### 最寄りの鉄道駅
- JR九州 唐津線 「小城駅」

### 最寄りのバス停留所
- 市内巡回バス (小城市) 「市民病院」バス停留所

### 最寄りの幹線道路
- 佐賀県道44号小城富士線
- 国道203号線

## 周辺
- 西九州大学小城キャンパス
- 佐賀県立小城高等学校
- 小城郵便局
- 小城市民病院
- ゆめぷらっと小城
- 佐賀銀行小城支店